# Regierung Jan Syrový I
Die tschechoslowakische Regierung Jan Syrový I, geführt vom Ministerpräsidenten Jan Syrový, befand sich im Amt vom 22. September 1938 bis 4. Oktober 1938. Sie folgte der Regierung Milan Hodža III und wurde abgelöst durch die Regierung Jan Syrový II.

## Regierungsbildung, Programm
Die erste Regierung von Jan Syrový, die in tschechischen Quellen (nur sehr) vereinzelt „Vláda obrany republiky“ (Regierung der Verteidigung der Republik) genannt wird, entstand in einer für die Tschechoslowakei brisanten Krisensituation, die schließlich zur vorübergehenden Auflösung des souveränen Staates führte. Die Regierungsgeschäfte wurden einem General anvertraut, der bis dahin als eine Art Nationalheld betrachtet wurde.
Eine kurze Übersicht der Ereignisse des Zeitraums September 1938:
- 19. September 1938 – die Regierungen Frankreichs und Großbritanniens übermitteln der tschechoslowakischen Regierung eine Note mit der Forderung, Hitlers Forderung auf  Abtretung des Sudetenlandes nachzukommen
- 20. September 1938 – die tschechoslowakische Regierung lehnt dies ab
- 21. September 1938 – die Regierungen Frankreichs und Großbritanniens unterstreichen ihre Note mit einem Ultimatum
- 22. September 1938 – die Regierung von Milan Hodža tritt zurück
- 22. September 1938 – die erste Regierung von Jan Syrový wird vereidigt und übernimmt die Amtsgeschäfte
- 23. September 1938 – die tschechoslowakische Regierung ruft eine allgemeine Mobilmachung aus
- 29. September 1938 – das Münchner Abkommen wird unterzeichnet
- 30. September 1938 – das Abkommen wird seitens der Tschechoslowakei akzeptiert
- 1. bis 10. Oktober 1938 – Besetzung des Sudetenlandes
- 4. Oktober 1938 – der ersten Regierung von Jan Syrový folgt die Regierung Jan Syrový II (es ist somit die erste Regierung des neuen Staates Tschecho-Slowakei nach der Abtrennung des Sudetenlandes und einiger anderen Gebiete)

Im März 1939 folgte dann die Besetzung des Landes und das Ausrufen des Protektorats Böhmen und Mähren.

## Regierungszusammensetzung
Alle Minister befanden sich während der gesamten regulären Amtsperiode (22. September 1938 bis 4. Oktober 1938) im Amt.
- Ministerpräsident: Jan Syrový
- Außenminister: Kamil Krofta
- Verteidigungsminister: Jan Syrový
- Innenminister: Jan Černý[4]
- Finanzminister: Josef Kalfus
- Justizminister: Vladimír Fajnor
- Minister für Soziales: Bedřich Horák
- Minister für Industrie, Handel und Gewerbe: Jan Janáček
- Minister für Eisenbahnen: Jindřich Kamenický
- Minister für das Schulwesen und Bildung Engelbert Šubert
- Minister für den öffentlichen Arbeitssektor: František Nosál
- Minister Gesundheit und Sport: Stanislav Mentl
- Landwirtschaftsminister: Eduard Reich
- Minister für Post und Kommunikationen: Karel Dunovský
- Unifikationsminister: Josef Fritz
- Minister ohne Geschäftsbereich:
  - Hugo Vavrečka
  - Stanislav Bukovský
  - Petr Zenkl
  - Imrich Karvaš
  - Matúš Černák